# Corydalis melanochlora
Corydalis melanochlora är en vallmoväxtart som beskrevs av Carl Maximowicz. Corydalis melanochlora ingår i släktet nunneörter, och familjen vallmoväxter. Inga underarter finns listade i Catalogue of Life.